# Buzinkay Géza
Buzinkay Géza (Budapest, 1941. június 21. –) magyar történész, az MTA doktora, professor emeritus.

## Családja
A nemesi származású buzinkai Buzinkay család sarja. Édesapja, buzinkai Buzinkay György (1907-1945), édesanyja, pilisi Neÿ Katalin (1915-2011) volt. Apai nagyszülei buzinkai Buzinkay Pál (1875-1942), és rimhelyi Rimély Magdolna (1881-1935) voltak. Anyai nagyszülei pilisi Neÿ Ákos (1881-1967), mérnök, a MÁV és a DSA igazgatója és kisjeszeni és folkusfalvi Jeszenszky Lea (1889-1972) voltak.
Felesége Rozsnyai Krisztina, a Magyar Felsőoktatási Akkreditáció Bizottság nemzetközi ügyek szakreferense, fiuk Buzinkay György Ferenc politikus.

## Életpályája
Középiskolai tanulmányait a budapesti Piarista Gimnáziumban kezdte el, érettségit a Toldy Ferenc Gimnáziumban tett 1959-ben. Az ELTE Bölcsészettudományi Karán a magyar nyelv-és irodalom középiskolai tanári és okl. könyvtárosi diplomát 1971-ben szerzett; történelemből bölcsészdoktorátust Szabad György tanítványaként kapott 1980-81-ben. Az MTA aspiránsaként, Németh G. Béla vezetésével készítette el kandidátusi disszertációját, az irodalomtudományok kandidátusa fokozatot 1983-ban nyerte el, majd az ELTE BTK 2008-ban a történelemtudományok habilitált doktorává avatta. Az MTA doktora címet 2019-ben szerezte meg.
A Semmelweis Orvostörténeti Múzeum, Könyvtár és Levéltár könyvtárosaként, majd osztályvezetőjeként (1977-ig) a társadalomtörténeti kutatásokat Antall József irányításával kezdte el. A Corvina Könyvkiadó felelős szerkesztője (1977–1985), majd az Irodalmi és Társadalomtudományi szerkesztőség vezetője (1985-1989) lett. Az MTA Történettudományi Intézetének tudományos munkatársaként Hanák Péter osztályán működött (1990–1991), majd pályázat útján elnyerte a Budapesti Történeti Múzeum főigazgatói állását (1992–1995), utána főmuzeológus, illetve tudományos tanácsadó volt.
Egyetemi és felsőfokú (posztgraduális) oktatásban a kilencvenes évek eleje óta vesz részt, az ELTE BTK Kommunikáció szakának indulása óta a sajtó-médiatörténet előadója. 2004-ben muzeológusként nyugdíjba ment, ugyanakkor főiskolai tanári kinevezést kapott az egri Eszterházy Károly Főiskola Kommunikáció- és Médiatudományi tanszékén a sajtó-médiatörténet és a művelődéstörténet oktatására.
Az Orvostörténeti Közlemények szerkesztője (1971-1988), a Magyar Média főszerkesztője (2000–2002), 2001 és 2005 között az MTA Sajtótörténeti Munkabizottságának titkára volt. A Magyar Újságírók Országos Szövetsége Sajtótudományi Szakosztályának elnöke (1999-2005), 1999 és 2018 között a Neÿ Ákos által alapított budai Várbarátok Köre elnöke.

## Munkássága
Fő kutatási területe a magyar sajtó története, a karikatúra története, Budapest társadalom- és művelődéstörténete.

## Díjai, elismerései
- Zsámboki János-emlékérem (1984)
- Joseph Pulitzer-emlékdíj (1995)
- Budavárért emlékérem (2008)
- Eszterházy Károly-emlékérem (2011)
- Magyar Felsőoktatásért (2012)

## Főbb művei

### Kézikönyvek, monográfiák, tanulmánygyűjtemények
- Borsszem Jankó és társai. Magyar élclapok és karikatúráik a XIX. század második felében. Corvina, Bp., 1983. 172 old.
- „Kő se mutatja helyét". A királysírok pusztulása; Corvina, Bp., 1986. 120 old.
- Kis magyar sajtótörténet; Haza és Haladás Alapítvány, Bp., 1993
- Iskola a lovagvárban. A budai Toldy Ferenc Gimnázium 150 éve. Toldy Ferenc Gimnázium, Bp., 2005. 235 old.
- Buzinkay Géza–Kókay György: A magyar sajtó története I. A kezdetektől a fordulat évéig. Budapest, Ráció Kiadó, 2005. 225 old.
- Magyar hírlaptörténet 1848–1918. Corvina, Bp., 2008. 150 old.
- Hírharang, vezércikk, szenzációs riport. Magyar sajtótörténeti antológia 1780–1956. Szerk., a bevezetést és a jegyzeteket írta: Buzinkay Géza. Corvina, Bp., 2009. 420 old.
- A magyar sajtó és újságírás története a kezdetektől a rendszerváltásig. Budapest, Wolters Kluwer, 2016. 548 old.

### Szerkesztett kötetek
- Orvostörténeti Közlemények. (Comm. Hist. Artis Med.) Főszerk.: Antall József, szerk.: Buzinkay Géza. Budapest, 1969–1988.
- Magyar Média. Sajtótudományi Folyóirat. Főszerk.: Buzinkay Géza, szerk.: Bajnai Zsolt. Budapest, Magyar Újságírók Országos Szövetsége, 2000–2002.
- Acta Congressus Internationalis XXIV Historia Artis Medicinae. Szerk.: Antall József – Buzinkay Géza – Némethy Ferenc. 1-2. köt. Budapest, Medicina, 1976. 1670 old.
- Műferdítések és poétai rugamok. XIX. századi élclapjaink paródiái és travesztái; Magvető, Bp., 1983 (Magyar hírmondó sorozat)
- Mokány Berczi és Spitzig Itzig, Göre Gábor mög a többiek... A magyar társadalom figurái az élclapokban 1860 és 1918 között; Magvető, Bp., 1988 (Magyar hírmondó sorozat)
- Budapesti Történeti Múzeum. Főszerk.: Buzinkay Géza. Budapest, Corvina, 1995. 158 old.,ill.
- Urbanizáció a dualizmus korában. Konferencia Budapest egyesítésének 125. évfordulója tiszteletére a Budapesti Történeti Múzeumban. 1998. november 18. /A konferencia anyaga megjelent:/ /Tanulmányok Budapest Múltjából XXVIII. köt./ Budapest, 1999. 391 old.
- Élet az óvóhelyen. Vári ostromnaplók 1944-45. Szerk.: Buzinkay Géza. Budapest, Várbarátok Köre – Litea, 2003. 116 old.
- Negyvenéves a budai Várbarátok Köre. In memoriam Ney Klára; Várbarátok Köre–Litea Könyvesbolt és Teázó, Bp., 2006
- Egy magyar úr a XX. században. Neÿ Ákos tartalékos tüzér főhadnagy első világháborús emlékezései és családi levelezése 1914-1918. Sajtó alá rend., jegyz., szerk. Buzinkay Géza. Budapest, Corvina, 2014. 296 old. ill,
- Budavári emlékek és emlékezések. A budai Várbarátok Köre 50 éves emlékkönyve. Szerk. Buzinkay Géza. Budapest, Várbarátok Köre, 2016. 291. old.
- Könyv, kontextus, medialitás. Tanulmányok a 60 éves Széchenyi Ágnes tiszteletére; szerk. Buzinkay Géza, Martin József; EKE Líceum, Eger, 2017
- Szomjas Lajosné Czerjék Csilla: Csilla könyve. A boldog békeévekről és arról, ami utána következett; előszó Szomjas György; szerk., szöveggond., jegyz. Buzinkay Géza; Hír Média Kft., Bp., 2018
- "Feladatunk az európai műveltség színvonalára emelkedni." Ney Ferenc (1814-1889) író és pedagógus emlékezései. S.a. rend, a jegyzeteket és a bevezető tanulmányt írta Buzinkay Géza; Fekete Sas Kiadó, Bp., 2025. 299 old.